# Jean Vezin
Jean Vezin (* 30. Juli 1933 in Vannes; † 27. August 2020) war ein französischer Mediävist, Kodikologe und Paläograph.
Jean Vezin erwarb 1958 an der École des Chartes das Diplom des Archivar-Paläographen. Er war Mitglied der École des hautes études hispaniques (1958–1960), Kurator in der Abteilung für Manuskripte der Bibliothèque nationale de France (1960–1974) und Dozent an der Fakultät für Geisteswissenschaften in Paris (1964). Er war Professor für Paläographie am Institut für Lateinische Studien an der Sorbonne und an der Universität Paris IV sowie Professor für Paläographie und Kodikologie an der École nationale supérieure des sciences de l’information et des bibliothèques. Er war ab 1974 Directeur d’études an der École pratique des hautes études. Von 1985 bis 1998 war er außerdem Direktor der École de bibliothécaires-documentalistes am Institut Catholique de Paris. Er veröffentlichte mehr als 200 Publikationen. Mit Hartmut Atsma ergab sich in der Forschung eine enge Zusammenarbeit. Zu Beginn der 1980er Jahre gaben sie die Faksimile-Edition der originalen merowingischen und frühkarolingischen Königsurkunden im Rahmen der Chartae Latinae Antiquiores heraus. Außerdem veröffentlichten sie gemeinsam die Urkunden von Cluny. Vezin und Atsma begründeten 1994 die Monumenta Palaeographica Medii Aevi.
Für seine Forschungen wurden ihm zahlreiche wissenschaftliche Ehrungen und Mitgliedschaften zugesprochen. Er erhielt den Schlumberger-Preis (1972) der Société des antiquaires de France. Er war korrespondierendes Mitglied der Zentraldirektion der Monumenta Germaniae Historica (1986) und der Académie des inscriptions et belles-lettres (1997). Die Société nationale des antiquaires de France machte ihn zu ihrem Ehrenmitglied. Er erhielt die 1. Medaille des Concours des antiquités de la France (1977 und 1990), den Preis La Fons-Mélicocq (1986) der Académie des inscriptions et belles-lettres und den Preis der Marquise de Maillé (1982) der Sauvegarde de l’art français. Zusammen mit Hartmut Atsma erhielt er 1990 den Prix des Antiquités de la France von der Académie des inscriptions et belles-lettres. Vezin wurde 2010 in Anerkennung für seine Arbeiten in der Paläographie, Kodikologie und Diplomatik, insbesondere im 5. bis 12. Jahrhundert und vor allem für seine Leistungen für die Schriften, Kodizes und Diplome der Iberischen Halbinsel, von der Universitat Autònoma de Barcelona die Ehrendoktorwürde verliehen. Ihm wurde von der Französischen Republik der Ordre des Palmes Académiques im Range eines Commandeurs (2004) und der Ordre des Arts et des Lettres im Range eines Offiziers verliehen.

## Schriften (Auswahl)
Ein Schriftenverzeichnis erschien in: Doctor honoris causa. Jean Vezin. Discurs llegit a la cerimònia d’investidura celebrada a la sala d’actes de l’edifici del Rectorat el dia 27 d’octubre de l’any 2010. Universitat Autònoma de Barcelona, Barcelona 2010, S. 47–71 (online).
Monographien
- Les scriptoria d’Angers au XIe siècle. Champion, Paris 1974.

Quelleneditionen
- mit Hartmut Atsma: Les plus anciens documents originaux de l’abbaye de Cluny. Tome 1: Documents nos 1 à 30. Brepols, Turnhout 1997, ISBN 2-503-50437-X.
- mit Hartmut Atsma: Les plus anciens documents originaux de l’abbaye de Cluny. Tome 2: Documents nos 31 à 60. Paris, Bibliothèque Nationale de France, Collection de Bourgogne, vol. 77, nos 33 à 61. Brepols, Turnhout 2000, ISBN 2-503-50894-4.
- mit Hartmut Atsma und Sebastien Barret: Les plus anciens documents originaux de l’abbaye de Cluny. Tome 3: Documents nos 61 à 90. Paris, Bibliothèque Nationale de France, Collection de Bourgogne, vol. 77, nos 62 à 89. Brepols, Turnhout 2002, ISBN 2-503-51188-0.